# Abraxas sordida
Abraxas sordida är en fjärilsart som beskrevs av George Francis Hampson 1893. Abraxas sordida ingår i släktet Abraxas och familjen mätare. Inga underarter finns listade i Catalogue of Life.